# Новое Петелино
Новое Петелино — село Чаплыгинского района Липецкой области, входит в состав Петелинского сельсовета.

## Географическое положение
Село расположено на берегу реки Ранова в 43 км на северо-запад от райцентра города Чаплыгин.

## История
Екатерининское, Петелино тож, в качестве села с часовней великой Христовой мученицы Екатерины упоминается в окладных книгах 1676 года, где сказано, что та часовня поставлена в прошлом 1675 году. В 1681 году в селе Петелино находилась уже церковь, при которой был 1 двор попов. Одним из владельцев села как видно из указа 1715 г., был стольник Иван Иванович Большой Ляпунов, которым имение выменено было у Феодора Артемьева, сына Байкулова. В марте 1747 г. иерей Феоктист Павлов обратился к епарх. начальству с просьбой о дозволении перестроить церковь и выдать ему соборную книгу, что и было разрешено. Тем не менее только в 1765 году ветхая церковь в селе была заново перестроена и освящена согласно просьбе камергера Александра Григорьевича Петрова-Соловова. В 1851 году на средства прихожан построена деревянная Екатерининская церковь с приделами в честь в. мученицы Варвары и св. безсребр. Космы и Дамиана. 
В XIX — начале XX века село являлось центром Пителенской волости Раненбургского уезда Рязанской губернии. В 1906 году в селе было 194 дворов.
С 1928 года село являлось центром Петелинского сельсовета Троекуровского района Козловского округа Центрально-Чернозёмной области, с 1954 года — в составе Липецкой области, с 1963 года — в составе Чаплыгинского района.

## Население
| 1859 | 1897  | 1906  | 2010 |
| ---- | ----- | ----- | ---- |
| 908  | ↗1152 | ↗1512 | ↘265 |